# عين السخون (امغيلان)
عين السخون هو دُوَّار يقع بجماعة مطماطة، إقليم تازة، جهة فاس مكناس في المملكة المغربية. ينتمي الدوّار لمشيخة امغيلان التي تضم 5 دواوير. يقدر عدد سكانه بـ 951 نسمة حسب الإحصاء الرسمي للسكان والسكنى لسنة 2004.

## روابط خارجية
- البوابة الوطنية للجماعات الترابية نسخة محفوظة 12 مارس 2018 على موقع واي باك مشين.
- المندوبية السامية للتخطيط